# 伯頓鎮區 (堪薩斯州哈維縣)
伯頓鎮區（英語：Burrton Township）為美國堪薩斯州哈維縣轄下的鎮區。2010年美国人口普查中此鎮區人口有1,080人。

## 地理
伯頓鎮區涵蓋總面積為93.2平方（35.98平方英里），其中陸地面積為93.1平方（35.95平方英里），水域面積為0.078平方（0.03平方英里）或0.08%。海拔高度442（1,450英尺）。

## 人口統計
根據2010年美國人口普查，伯頓鎮區人口有1,080人，其中男性有519人，女性有561人，人口密度為每平方公里11.59人，住房計483戶。鎮區內的白人有1,016人，非裔美國人有6人，美洲原住民有10人，亞裔美國人有1人，太平洋島裔美國人有0人，其他種族有26人，混血種族則有21人。此外鎮區內有57人為西班牙裔或拉丁裔美國人。此鎮區之年齡中位數為38.3歲，而男性年齡中位數為39.3歲，女性年齡中位數為37.3歲。

## 交通

### 主要公路
- 50號美國國道